# Río Sogamoso
Río Sogamoso är ett vattendrag i Colombia.   Det ligger i departementet Santander, i den norra delen av landet, 290 km norr om huvudstaden Bogotá.